# Dom Dobroczynności w Gdańsku
Dom Dobroczynności (niem. Spend- und Waisenhaus) – zabytkowy budynek w Gdańsku. Mieści się na Starym Mieście przy ul. Sierocej.

## Historia

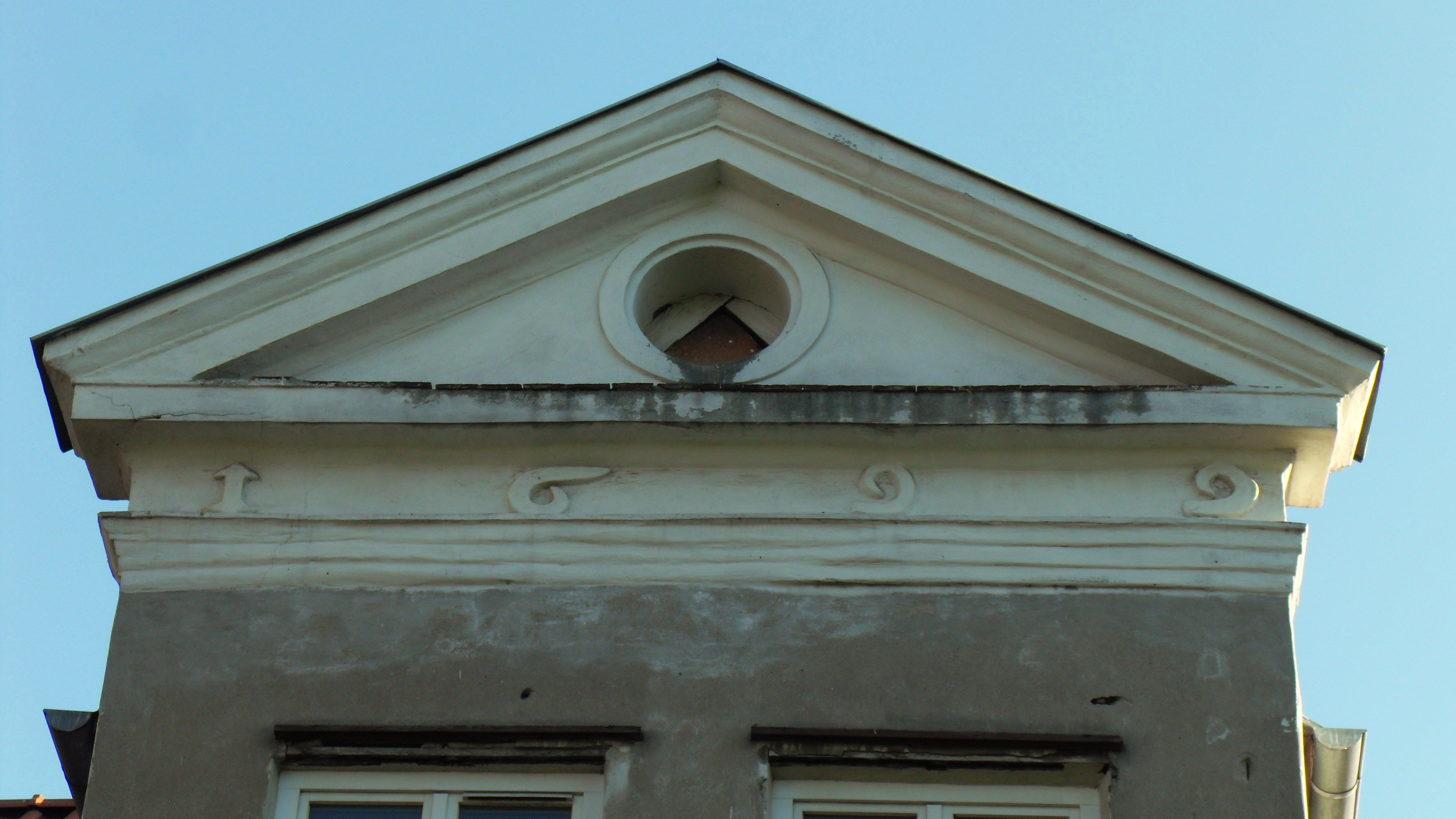
Detal, rok ukończenia budowy

Powstał w 1699 roku z inicjatywy władz Gdańska jako przytułek dla bezdomnych i żebraków, których liczebność wzrosła na skutek wojny ze Szwecją. Zaprojektował go gdański budowniczy Barthel Ranisch. W budynku umieszczano także sieroty. W XVIII wieku średnia liczba mieszkańców przytułku wynosiła 250 osób, w związku z czym w 1749 rozbudowano obiekt poprzez dobudowę mniejszego skrzydła. Pełnił swą funkcję do 1906 roku, kiedy lokatorów przeniesiono do nowego przytułku we Wrzeszczu. Dwa lata później w budynku utworzono placówkę medyczną, a w okresie międzywojennym był siedzibą redakcji pisma Danziger Volksstimme, organu prasowego Socjaldemokratycznej Partii Wolnego Miasta Gdańska. Obiekt przetrwał II wojnę światową. W 1967 został wpisany do rejestru zabytków. W 1993 na ścianie budynku umieszczono tablicę upamiętniającą Hansa Wichmanna, zamordowanego w 1937 przez nazistów.
W 2016 lokatorów budynku wykwaterowano, a sam obiekt (dwa istniejące budynki dawnego sierocińca i przewidziany do odbudowy budynek dawnej szkoły) przeznaczono na siedzibę centrum kulturalnego Dom Daniela Chodowieckiego i Güntera Grassa (względnie Dom Literatury) - oddziału Gdańskiej Galerii Miejskiej. W 2021 rozpoczęto wyłanianie wykonawcy, a w lipcu 2022 rozpoczęto remont obiektu.